# Орхидеи по вторникам
«Орхидеи по вторникам» (исп.: Los martes, orquídeas) — аргентинский черно-белый комедийный фильм 1941 года режиссёра Франсиско Мухики.
Фильм получил аргентинскую премию  «Серебряный кондор» за лучший фильм 1941 года. Через год после выхода  был снят ремейк в США.
Классика кино Аргентины, в опросе «100 величайших фильмов аргентинского кинематографа», проведенном Музеем кино Пабло Дюкроса Хикена в 2000 году, фильм занял 27-ю позицию. В 2022 году фильм был включен испанским журналом «Fotogramas» в список 20 лучших аргентинских фильмов всех времён.

## Сюжет
У богатого промышленника Сатурнино Акунья четыре хорошеньких дочерей. Одна замужем, другая помолвлена, третья полна надежд. Младшая же Елена застенчивая, романтичная, живёт в мире грёз, надеясь, что когда-нибудь ее принц придёт. Чтобы осчастливить свою младшую дочь, попытаться изменить её характер, чтобы она стала уверенной в себе, Серрано каждый вторник отправляет ей букет орхидей по почте, будто бы они от таинственного поклонника. Все идёт хорошо, пока папа не забывает отправить орхидеи по расписанию, оставляя младшую дочь с разбитым сердцем. Тогда отец нанимает молодого безработного актёра, чтобы тот выдавал себя за богатого поклонника. К тому времени, когда уловка отца раскрывается, молодая пара влюбляется друг в друга и решает пожениться. Отец ожидает, что его дочь отвергнет молодого человека, когда узнает, что он беден и итальянского происхождения, но, к его ужасу, она принимает его таким, какой он есть.

## В ролях
- Энрике Серрано — Сатурнино Акунья

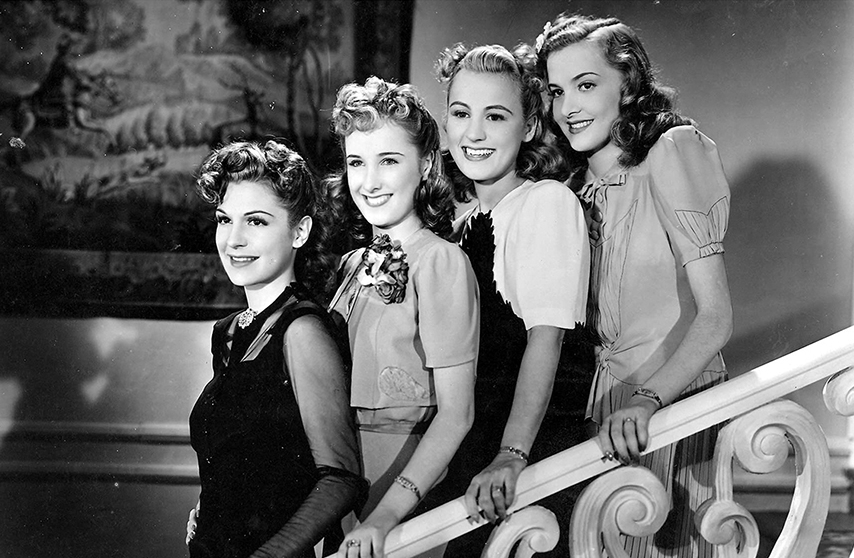
Слева направо: Зулли Морено, Мирта Легран, Нури Монтсе, Сильвана Рот
на рекламной фотографии к фильму

- Фелиса Мари — Дельфина Сеспедес де Акуна
- Нури Монтсе — Малена
- Зулли Морено — Джулия
- Сильвана Рот — Клара
- Мирта Легран — Елена
- Хуан Карлос Торри — Сиприано Розетто